# Partido Brandsen
Brandsen ist ein Partido im Norden der Provinz Buenos Aires in Argentinien. Laut einer Schätzung von 2019 hat der Partido 30.597 Einwohner auf 1.130 km². Der Verwaltungssitz ist die Stadt Brandsen. Das Gebiet wurde nach dem argentinischen Oberst Federico de Brandsen benannt, der in der Schlacht von Ituzaingó im Argentinisch-Brasilianischen Krieg gefallen ist.

## Orte
Brandsen ist in 6 Ortschaften und Städte, sogenannte Localidades, unterteilt.
- Brandsen
- Jeppener
- Gómez
- Altamirano
- Samborombón
- Oliden